# Tetsuya Komuro
Tetsuya Komuro (小室 哲哉?, Komuro Tetsuya; Fuchū, 27 novembre 1958) è un cantante, compositore e produttore discografico giapponese.

## Discografia parziale
- Digitalian is Eating Breakfast (1989)
- Psychic Entertainment Sound (1990)
- Hit Factory (1992)
- Piano Voice: TK Piano Works (2003)
- Far Eastern Wind – Winter (2008)
- Far Eastern Wind – Spring (2008)
- Far Eastern Wind – Summer (2008)
- Far Eastern Wind – Autumn (2008)
- Digitalian is Eating Breakfast 2 (2011)
- Digitalian is Eating Breakfast 3 (2013)
- EDM Tokyo (2014)
- Jobs #1 (2017)